# Ghiacciaio Akaga
Il ghiacciaio Akaga (in inglese  Akaga Glacier) è un ghiacciaio lungo 5,7 km e largo 2,2, situato sulla costa di Nordenskjöld, nella parte orientale della Terra di Graham, in Antartide. In particolare, il ghiacciaio si trova a sud del ghiacciaio Sinion e a nord della cascata di ghiaccio Arrlo e da qui fluisce verso est-sud-est scorrendo lungo il versante sud-orientale dell'altopiano Detroit fino ad entrare nella baia Odrin.

## Storia
Il ghiacciaio Akaga è stato così battezzato dalla Commissione bulgara per i toponimi antartici in onore di Akaga, una sovrana bulgara del sesto secolo.